# Andryala glandulosa subsp. cheirantifolia
Andryala glandulosa subsp. cheirantifolia é uma subespécie de planta com flor pertencente à família Asteraceae. 
A autoridade científica da subespécie é (L’Hér.) Greuter, tendo sido publicada em Willdenowia 33: 232. 2003.

## Portugal
Trata-se de uma subespécie presente no território português, nomeadamente no Arquipélago da Madeira.
Em termos de naturalidade é endémica da Região Macaronésia.

## Protecção
Não se encontra protegida por legislação portuguesa ou da Comunidade Europeia.